# René Lefeuvre
René Lefeuvre (Livré-sur-Changeon (Ille-et-Vilaine) 20 agost de 1902 - París, 3 de juliol de 1988) va ser un editor i militant revolucionari francès.

## Biografia
René Lefeuvre es va convertir en aprenent de picapedrer als 16 anys. Per escapar de l'atur causat per les conseqüències de la crisi de 1929, va canviar d'ofici i es va convertir en corrector.
Marxista de conviccions, freqüentà cercles socialistes i comunistes, però s'oposava radicalment a l'estalinisme i al reformisme. A partir de 1933 va dirigir la revista "Masses", una revisió política i cultural marxista que es va presentar de la següent manera: "El nostre moviment és un moviment de joves en el sentit propi de la paraula. "Masses" és el producte de la col·laboració d'un grup de camarades que el seu pensament pot presentar matisos diferents, però que combina tant un ideal comú, l'ideal socialista revolucionari. i una manera comuna d'afrontar els problemes que planteja aquest tema, com és l'ús del mètode d'investigació creat per Marx i Engels. "Masses" es reclama de la revolució social i de l'anàlisi materialista, de res més" La revista es va mantenir sota la seva direcció de 1933 a 1948 (amb interrupcions).
Primer membre del Cercle Democràtic Comunista de Boris Souvarine, es va incorporar al SFIO el 1934 i va crear allí un grup efímer de Luxemburg, el "grup Spartacus". Va participar en l'ala esquerra del SFIO els anys anteriors al Front Popular. El 1935, va participar en la creació de la tendència “Esquerra Revolucionària” de Marceau Pivert, amb qui va dirigir el butlletí quinzenal de l'actualitat. Va ser un dels milers exclosos del congrés SFIO del juny de 1938, i va participar en la fundació del Partit Socialista Obrer i Camperol (PSOP). René Lefeuvre s'ocupa del diari del nou partit: el 36 de juny.
Va fundar Spartacus, primer en forma de revisió el 1934, després del 1936 en forma de "quaderns mensuals", per editar textos marxistes poc coneguts i sovint inèdits "no dogmàtics" en francès. Convertint-se en un editor independent amb els anys, dirigeix el que s'ha convertit en edicions Spartacus. Els textos seran editats, entre d'altres, per Rosa Luxemburg, Anton Pannekoek i Herman Gorter.
Lefeuvre també publica una obra que ha escrit, La Politique communiste (ligne et tournants), i escriu nombrosos avantatges.
Des de desembre de 1975, va publicar a més de Cahiers Spartacus una crítica, Espartac, socialisme i llibertat, tenint en compte els temes actuals. Es poden veure i descarregar en format PDF al lloc de La Bataille Socialiste, un lloc molt ple de textos no leninistes (Luxemburg, Mattick ...) o de textos marxistes d'ultradreta.
Fins a la seva mort va continuar el seu treball editorial, "pel socialisme i la llibertat".